# Peter Ewart
Peter Ewart (14 de maio de 1767 – 5 de setembro de 1842) foi um engenheiro britânico que foi influente no desenvolvimento das tecnologias de turbinas e teorias da termodinâmica.
Foi aprendiz de John Rennie.